# Брезегард-Эльдена
Брезегард-Эльдена (нем. Bresegard bei Eldena) — община в Германии, в земле Мекленбург-Передняя Померания.
Входит в состав района Людвигслуст. Подчиняется управлению Лудвигслуст-Ланд. Население составляет 230 человек (на 31 декабря 2010 года). Занимает площадь 10,92 км².
Коммуна подразделяется на 2 сельских округа.